# Représentant permanent
Un représentant permanent (ou délégué permanent dans le cas de l'UNESCO) est un chef de mission diplomatique auprès d'une organisation internationale. Ainsi, les chefs de mission auprès des Nations unies sont des représentants permanents ayant rang d'ambassadeur.
En dehors des réunions se déroulant aux Nations unies, les « représentants permanents » sont qualifiés d'« ambassadeurs ». En effet, bien que les représentants permanents aient le rang d'ambassadeurs, ils sont accrédités auprès d'organisations internationales et pas auprès d'un chef d'État (portant alors le titre d'ambassadeur) ou de gouvernement (portant alors le titre de haut commissaire).
Une personne peut aussi être représentant permanent auprès de l'OTAN, de l'Union africaine et de l'Union européenne (les représentants permanents des États membres siègent ainsi au sein du Comité des représentants permanents).